# Α&B
[α] & [β] er den korrekte titel på denne artikel. Titlen vises forkert på grund af tekniske begrænsninger.
[α] & [β] (også kaldet A&B) er et dobbeltalbum af Hans Philip, der blev udgivet den 30. september 2022.
Dobbeltalbummet består af de to album [α] og [β], som hver indeholder ni numre.
Der optræder ikke officielt nogle featurings på albummene, det er dog Bette, der synger på numrene HSól, og Rubato.

## Baggrund
[α] & [β] er Hans Philips andet album som soloartist. Hans debutalbum, Forevigt, udkom i 2019.
Forud for albumudgivelsen lancerede Hans Philip en video med titlen Falster 07.22, hvori flere af numrene indgår. Videoen blev udgivet på Spotify og YouTube.
Numrene Somendrøm og Juno 18 var allerede inden albummenes udgivelse udgivet som singler, men versionerne på albummene varierer lidt fra singleversionerne.

## Spor
[α]
| 1.    | "Forevt"      | Hans Philip, Tais Stausholm                                                                           | 2:48 |
| 2.    | "NESO"        | Hans Philip, Oscar Knudsen, Tais Stausholm                                                            | 3:56 |
| 3.    | "Hjertebrand" | Hans Philip, Malthe Berlin McBeck, Mathias Klysner Marcussen, Tais Stausholm, Oscar Knudsen           | 4:02 |
| 4.    | "[19112020]"  | Albert von Bülow                                                                                      | 1:01 |
| 5.    | "Ciel"        | Hans Philip, Bette Dandanell, August Rosenbaum, Johannes Wamberg, Malthe Berlin McBeck                | 3:24 |
| 6.    | "Rubato"      | Hans Philip, August Rosenbaum                                                                         | 0:58 |
| 7.    | "Årstider"    | Hans Philip, Oscar Knudsen, Tais Stausholm                                                            | 3:24 |
| 8.    | "Somendrøm"   | Hans Philip, Hennedub, Mads Muurholm, Malthe Berlin McBeck, Mathias Klysner Marcussen, Tais Stausholm | 7:28 |
| 9.    | "Juno 18"     | Hans Philip                                                                                           | 4:09 |
| 31:10 |               | |      |

[β]
| 1.    | "Tal til mig"  | Hans Philip, August Rosenbaum, Cilia Trappaud                                                   | 2:44 |
| 2.    | "Underlt"      | Hans Philip, Bette Dandanell, Tais Stausholm                                                    | 3:45 |
| 3.    | "Rose"         | Hans Philip, Mads Muurholm, Tais Stausholm                                                      | 4:13 |
| 4.    | "LATE04"       | Hans Philip, August Rosenbaum, Mads Ebdrup, Oliver Kesi Chambuso, Oscar Knudsen, Tais Stausholm | 3:22 |
| 5.    | "HSól"         | Hans Philip, Albert von Bülow, Bette Dandanell, Johannes Wamberg                                | 2:03 |
| 6.    | "Tæt på"       | Hans Philip, Oscar Knudsen, Tais Stausholm                                                      | 4:24 |
| 7.    | "Bydło y Luna" | Hans Philip                                                                                     | 1:38 |
| 8.    | "I morgen"     | Hans Philip, Mads Muurholm, Malthe Berlin McBeck, Tais Stausholm                                | 4:09 |
| 9.    | "OPT 31"       | Hans Philip                                                                                     | 2:42 |
| 29:03 |                |                                                                                                 |      |